# Poisson-vipère
Chauliodus
Genre
Les poissons-vipères forment le genre Chauliodus, ce sont des poissons abyssaux de la famille des Stomiidés. Il rassemble neuf espèces.

## Liste des espèces
Selon FishBase, ITIS et le WRMS :
- Chauliodus barbatus (Lowe, 1843).
- Chauliodus danae Regan & Trewavas, 1929.
- Chauliodus dentatus Garman, 1899.
- Chauliodus macouni Bean, 1890.
- Chauliodus minimus Parin & Novikova, 1974.
- Chauliodus pammelas Alcock, 1892.
- Chauliodus schmidti (Regan & Trewavas, 1929).
- Chauliodus sloani Bloch & Schneider, 1801.
- Chauliodus vasnetzovi Novikova, 1972.

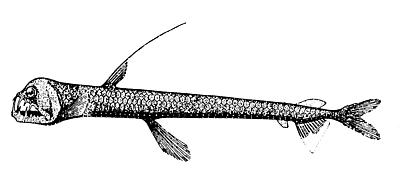
Chauliodus danae.
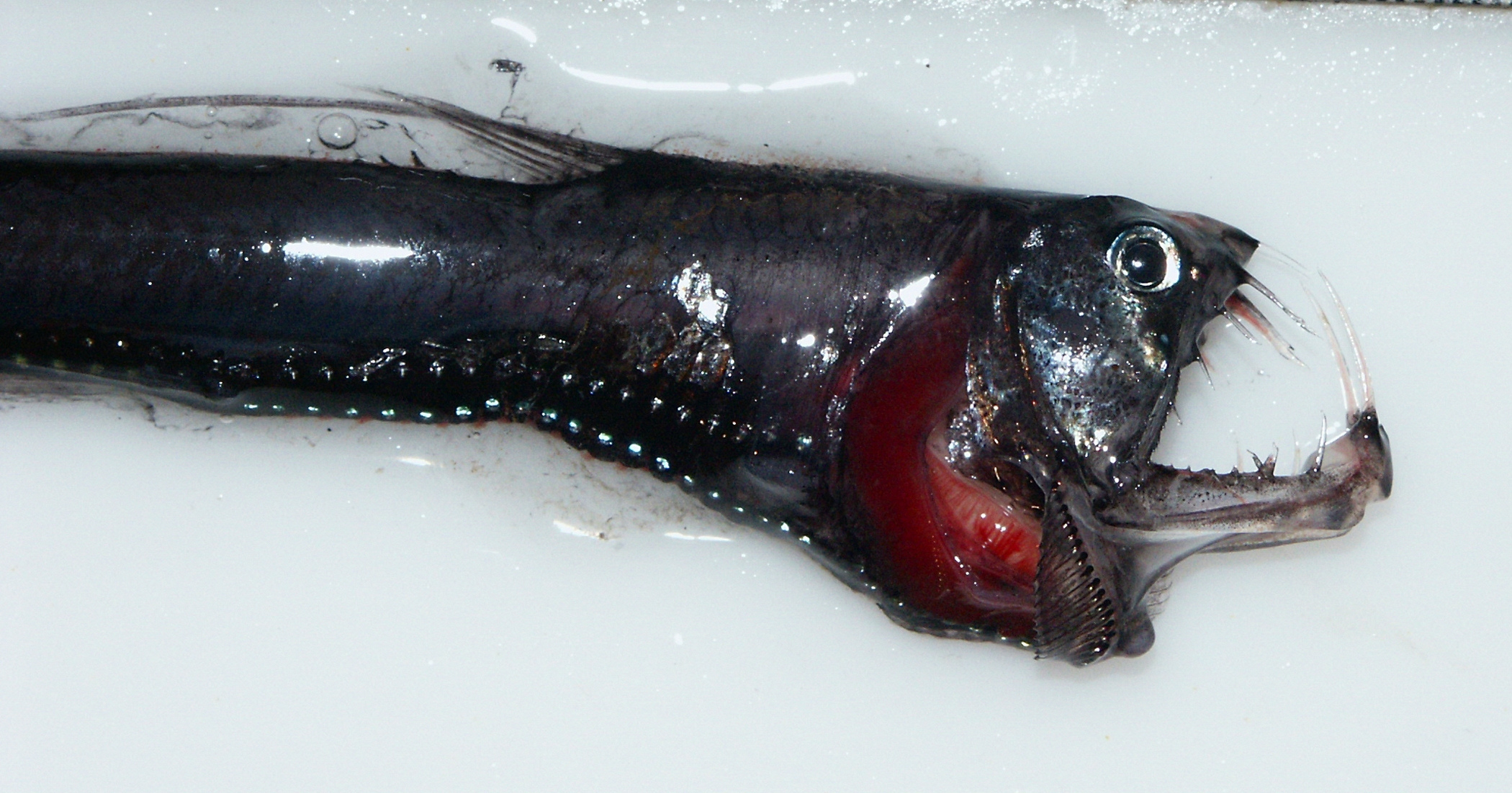
Chauliodus macouni.
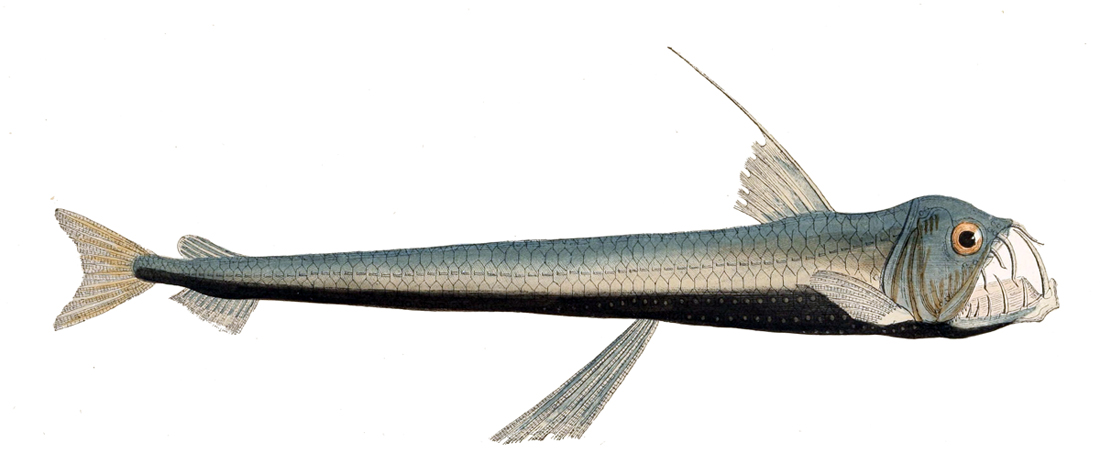
Chauliodus sloani.